# کنتا آنراکو
کنتا آنراکو (انگلیسی: Kenta Anraku؛ زادهٔ ۲۳ اکتبر ۱۹۹۲) بازیکن فوتبال اهل ژاپن است.